# Wełykyj Chodak
Wełykyj Chodak (ukr. Великий Ходак) – wieś na Ukrainie, w obwodzie iwanofrankiwskim, w rejonie wierchowińskim.